# Jessika Alair Soares
Jessika Alair Soares (5 de septiembre de 1992) es una deportista sueca que compitió en taekwondo. Ganó una medalla de bronce en el Campeonato Europeo de Taekwondo de 2012, en la categoría de –46 kg.

## Palmarés internacional
| Campeonato Europeo | Campeonato Europeo       | Campeonato Europeo | Campeonato Europeo |
| Año                | Lugar                    | Medalla            | Categoría          |
| ------------------ | ------------------------ | ------------------ | ------------------ |
| 2012               | Mánchester (Reino Unido) | Medalla de bronce  | –46 kg             |